# Алон (Оаза)
Алон (фр. Allonne) насеље је и општина у североисточној Француској у региону Пикардија, у департману Оаза која припада префектури Бове.
По подацима из 2011. године у општини је живело 1.569 становника, а густина насељености је износила 101,55 становника/km². Општина се простире на површини од 15,45 km². Налази се на средњој надморској висини од 58 метара (максималној 161 m, а минималној 53 m).

## Демографија
| 1962. | 1968. | 1975. | 1982. | 1990. | 1999. | 2011. |
| ----- | ----- | ----- | ----- | ----- | ----- | ----- |
| 853   | 923   | 1.013 | 1.055 | 1.199 | 1.258 | 1.569 |

График промене броја становника у току последњих година